# Andrea Paolucci
Andrea Paolucci (Pescara, 23 novembre 1986) è un ex calciatore italiano, di ruolo centrocampista.

## Biografia
Suo fratello Lorenzo, nato nel 1996, gioca come centrocampista nell'Ancona.

## Carriera
Cresciuto nelle giovanili del Pescara, squadra della sua città, nella stagione 2005-2006 ha anche la possibilità di esordire in Serie B, scendendo in campo in 3 occasioni con la prima squadra allenata da Maurizio Sarri.
Il 31 gennaio 2006, nell'ultimo giorno utile della sessione invernale di calciomercato, la Fiorentina ingaggia a titolo definitivo il giocatore, esercitando un diritto d'opzione acquisito in precedenza. Viene aggregato alla rosa della formazione Primavera allenata da Cadregari, con la quale riesce a raggiungere la finale del campionato 2005-2006, poi persa contro i coetanei della Juventus, riuscendo anche ad essere convocato in molte occasioni in prima squadra, mentre nella stagione successiva gioca come unico fuori quota fisso (avendo superato il limite d'età di un anno) nella selezione giovanile viola, riuscendo anche ad esordire in prima squadra nel match di Coppa Italia del 19 agosto contro il Giarre vinto 3-0.
Il 31 gennaio 2008 viene ceduto a titolo temporaneo al Cesena in Serie B, dove a fine stagione retrocede con la squadra in Prima Divisione.
Nella stagione 2008-2009 gioca con il Taranto, dove si piazza al nono posto nel girone B della Lega Pro Prima Divisione. Successivamente gioca con l'Andria BAT dal 2009 al 2012; il club nel 2010 ne riscatta la compartecipazione.
Il 24 gennaio 2012 la Fiorentina riscatta l'intero cartellino del giocatore per cederlo in compartecipazione al Cittadella in Serie B. Durante la stagione 2011-2012 raggiunge il 16º posto in Serie B, risultato che gli permette di salvarsi e di giocare così il suo settimo campionato di Serie B, il quarto consecutivo. Si aggiudica la Coppa Disciplina Al termine del campionato 2014-2015 retrocede in Lega Pro ma la stagione successiva vince insieme al resto della squadra il campionato e ritorna prontamente in cadetteria.
Il 7 luglio 2017 dopo cinque stagioni e mezzo passate con la casacca granata si trasferisce sempre in Serie B alla Ternana con cui firma un contratto biennale. Gioca 34 partite di Serie B e il 26 luglio 2018 passa all’Entella, retrocessa in Serie C come la Ternana. Il 20 febbraio 2019 indossa per la prima volta la fascia da capitano in occasione della vittoria interna per 3-1 contro la Pistoiese; porterà la fascia al braccio in diverse occasioni anche negli anni a seguire con le assenze di Luca Nizzetto e Michele Pellizzer. Con 34 presenze e 1 gol contribuisce all’immediato ritorno dei liguri in Serie B diventando un punto fermo del centrocampo biancoceleste anche nel campionato cadetto. Nel corso della stagione 2020/2021 supera quota 400 presenze complessive con i club e le 100 con l'Entella restando a Chiavari dopo un'altra retrocessione in C. Il 17 dicembre 2022 il capitano Paolucci tocca quota 150 presenze con l’Entella nella sconfitta interna per 1-2 contro il Siena. 
A fine stagione Paolucci lascia l’Entella dopo aver messo insieme 171 presenze e 5 gol in 5 anni e firma per la Luparense in Serie D.
Tuttavia, senza mai essere sceso in campo con la Luparense, si ritira dal calcio giocato all’inizio del mese di marzo del 2024 dopo essersi sottoposto a “due interventi di ablazione cardiaca per risolvere un problema, avuto nel pre campionato, di tachicardia”.
Nell'estate del 2024 viene ammesso al corso UEFA B che consente di essere tesserati come collaboratori negli staff di Serie A e B e di essere allenatori in seconda in Serie C oltre a poter allenare tutte le prime squadre fino alla Serie D.

## Statistiche

### Presenze e reti nei club
| Stagione          | Squadra           | Campionato        | Campionato | Campionato | Coppe nazionali | Coppe nazionali | Coppe nazionali | Coppe continentali | Coppe continentali | Coppe continentali | Altre coppe | Altre coppe | Altre coppe | Totale | Totale |
| Stagione          | Squadra           | Comp              | Pres       | Reti       | Comp            | Pres            | Reti            | Comp               | Pres               | Reti               | Comp        | Pres        | Reti        | Pres   | Reti   |
| ----------------- | ----------------- | ----------------- | ---------- | ---------- | --------------- | --------------- | --------------- | ------------------ | ------------------ | ------------------ | ----------- | ----------- | ----------- | ------ | ------ |
| 2005-gen. 2006    | Pescara           | B                 | 3          | 0          | CI              | 0               | 0               | -                  | -                  | -                  | -           | -           | -           | 3      | 0      |
| gen.-giu. 2006    | Fiorentina        | A                 | 0          | 0          | CI              | -               | -               | -                  | -                  | -                  | -           | -           | -           | 0      | 0      |
| 2006-2007         | Fiorentina        | A                 | 0          | 0          | CI              | 1               | 0               | -                  | -                  | -                  | -           | -           | -           | 1      | 0      |
| 2007-gen. 2008    | Fiorentina        | A                 | 0          | 0          | CI              | 0               | 0               | CU                 | 1                  | 0                  | -           | -           | -           | 1      | 0      |
| Totale Fiorentina | Totale Fiorentina | Totale Fiorentina | 0          | 0          |                 | 1               | 0               |                    | 1                  | 0                  |             | -           | -           | 2      | 0      |
| gen.-giu. 2008    | Cesena            | B                 | 4          | 0          | CI              | -               | -               | -                  | -                  | -                  | -           | -           | -           | 4      | 0      |
| 2008-2009         | Taranto           | 1D                | 13         | 0          | CI+CI-LP        | 0+1             | 0               | -                  | -                  | -                  | -           | -           | -           | 14     | 0      |
| 2009-2010         | Andria BAT        | 1D                | 32+2       | 0          | CI-LP           | 4               | 0               |                    | -                  | -                  |             | -           | -           | 38     | 0      |
| 2010-2011         | Andria BAT        | 1D                | 32         | 2          | CI-LP           | 3               | 0               | -                  | -                  | -                  | -           | -           | -           | 35     | 2      |
| 2011-gen. 2012    | Andria BAT        | 1D                | 16         | 1          | CI-LP           | 6               | 0               | -                  | -                  | -                  | -           | -           | -           | 22     | 1      |
| Totale Andria BAT | Totale Andria BAT | Totale Andria BAT | 80+2       | 3          |                 | 14              | 0               |                    | -                  | -                  |             | -           | -           | 96     | 3      |
| gen.-giu. 2012    | Cittadella        | B                 | 17         | 0          | CI              | -               | -               | -                  | -                  | -                  | -           | -           | -           | 17     | 0      |
| 2012-2013         | Cittadella        | B                 | 32         | 0          | CI              | 1               | 1               | -                  | -                  | -                  | -           | -           | -           | 33     | 1      |
| 2013-2014         | Cittadella        | B                 | 29         | 2          | CI              | 2               | 0               | -                  | -                  | -                  | -           | -           | -           | 31     | 2      |
| 2014-2015         | Cittadella        | B                 | 24         | 0          | CI              | 0               | 0               | -                  | -                  | -                  | -           | -           | -           | 24     | 0      |
| 2015-2016         | Cittadella        | LP                | 18         | 2          | CI+CI-LP        | 3+3             | 2+0             | -                  | -                  | -                  | SL-LP       | 2           | 0           | 26     | 4      |
| 2016-2017         | Cittadella        | B                 | 23         | 1          | CI              | 1               | 0               | -                  | -                  | -                  | -           | -           | -           | 24     | 1      |
| Totale Cittadella | Totale Cittadella | Totale Cittadella | 143        | 5          |                 | 10              | 3               |                    | -                  | -                  |             | 2           | 0           | 155    | 8      |
| 2017-2018         | Ternana           | B                 | 34         | 0          | CI              | 1               | 0               | -                  | -                  | -                  | -           | -           | -           | 35     | 1      |
| 2018-2019         | Entella           | C                 | 34         | 1          | CI+CI           | 3+0             | 0               | -                  | -                  | -                  | -           | -           | -           | 37     | 1      |
| 2019-2020         | Entella           | B                 | 34         | 1          | CI              | 1               | 1               | -                  | -                  | -                  | -           | -           | -           | 35     | 2      |
| 2020-2021         | Entella           | B                 | 29         | 0          | CI              | 0               | 0               | -                  | -                  | -                  | -           | -           | -           | 29     | 0      |
| 2021-2022         | Entella           | C                 | 32+1       | 1          | CI-C            | 1               | 1               | -                  | -                  | -                  | -           | -           | -           | 34     | 2      |
| 2022-2023         | Entella           | C                 | 30+3       | 0          | CI-C            | 3               | 0               | -                  | -                  | -                  | -           | -           | -           | 36     | 0      |
| Totale Entella    | Totale Entella    | Totale Entella    | 159+4      | 3          |                 | 8               | 2               |                    | -                  | -                  |             | -           | -           | 171    | 5      |
| Totale carriera   | Totale carriera   | Totale carriera   | 436+6      | 11         |                 | 34              | 5               |                    | 0                  | 0                  |             | 2           | 0           | 479    | 16     |

## Palmarès

### Club

#### Competizioni nazionali
- Campionato italiano di Lega Pro: 1

Cittadella: 2015-2016
- Serie C: 1

Virtus Entella: 2018-2019 (Girone A)